# Laurens De Bock
Laurens De Bock (Dendermonde, 7 novembre 1992) è un calciatore belga, difensore dell'Hoger Op Kalken.

## Carriera

### Club

#### Lokeren
Il 16 ottobre 2010 fa il suo esordio come professionista con la maglia del Lokeren. Esordisce in Jupiler Pro League a 17 anni e 11 mesi nella vittoria esterna per 1-2 contro il Charleroi subentrando al minuti 61 a Donovan Deekman. Nella stagione 2011/2012 vince la Coppa del Belgio battendo in finale per 1-0 il Kortrijk (1º titolo della storia per il club bianco-giallo-nero).

#### Club Brugge
Il 5 gennaio 2013 passa al Club Brugge per 3,5 milioni di euro. Nel settembre 2016 fa il suo esordio in Champions League, nel girone G contro il Leicester. Con il club nerazzurro vince un'altra coppa di Belgio, il campionato e la Supercoppa, portando ad un totale di quattro, i trofei in carriera.

#### Leeds e prestiti
Il 10 gennaio 2018 passa a titolo definitivo agli inglesi del Leeds. Chiude la prima stagione con un non esaltante 13º posto in Championship.
Nella sessione di mercato estiva, dopo solo sette presenze con gli inglesi, passa in prestito annuale all'Ostenda. L'anno seguente è in prestito prima al Sunderland e da gennaio 2020 all'ADO Den Haag. Il 17 luglio 2020 passa in prestito allo Zulte Waregem, squadra di Pro League, la massima serie del campionato belga.

### Nazionale
Ha fatto parte di tutte le nazionali giovanili del Belgio a partire dall'Under-16 fino all'Under-21.

## Palmarès
- Coppa del Belgio: 2

Lokeren: 2011-2012
Club Bruges: 2014-2015
- Campionato belga: 1

Club Bruges: 2015-2016
- Supercoppa del Belgio: 1

Club Bruges: 2016